# Marshfield (Maine)
Marshfield ist eine Town im Washington County des Bundesstaates Maine in den Vereinigten Staaten. Im Jahr 2020 lebten dort 528 Einwohner in 235 Haushalten auf einer Fläche von 45,43 km².

## Geographie
Nach dem United States Census Bureau hat Marshfield eine Gesamtfläche von 45,43 km², von der 44,06 km² Land sind und 1,37 km² aus Gewässern bestehen.

### Geographische Lage
Marshfield liegt im Süden des Washington Countys. Zentral gelegen auf dem Gebiet der Town ist der Mark Lake, nördlich von diesem liegen Six-Mile-Lake, Keeley Lake und Second Mark Lake. Der Middle River durchfließt die Town in südliche Richtung und mündet im Machias River, der im Atlantischen Ozean mündet. Kurz vor der Mündung in den Machias River wird der Middle River zu einem Stausse aufgestaut. Die Oberfläche ist leicht hügelig, ohne nennenswerte Erhebungen.

### Nachbargemeinden
Alle Entfernungen sind als Luftlinien zwischen den offiziellen Koordinaten der Orte aus der Volkszählung 2010 angegeben.
- Norden: Northfield, 13,7 km
- Nordosten: East Central Washington, Unorganized Territory, 16,7 km
- Osten: East Machias, 5,6 km
- Süden: Machias, 6,5 km
- Westen: Whitneyville, 5,2 km

### Stadtgliederung
In Marshfield gibt es nur die Siedlung Marshfield.

### Klima
Die mittlere Durchschnittstemperatur in Marshfield liegt zwischen −7,8 °C (18 °F) im Januar und 18,3 °C (65 °F) im Juli. Damit ist der Ort gegenüber dem langjährigen Mittel der USA um etwa 9 Grad kühler. Die Schneefälle zwischen Oktober und Mai liegen mit bis zu zweieinhalb Metern mehr als doppelt so hoch wie die mittlere Schneehöhe in den USA; die tägliche Sonnenscheindauer liegt am unteren Rand des Wertespektrums der USA.

## Geschichte
Marshfield wurde am 30. Juni 1846 als eigenständige Townn organisiert. Davor gehörte das Gebiet zum Gebiet der Town Machias und wurde als die Middle River section of Machias bezeichnet.
Der britische Schoner Margaretta wurde nach der Eroberung auf dem Middle River außer Sichtweite gebracht. Die abgelegenen Seen auf dem Gebiet werden zum Fischfang genutzt.

### Einwohnerentwicklung
| Volkszählungsergebnisse – Town of Marshfield, Maine | Volkszählungsergebnisse – Town of Marshfield, Maine | Volkszählungsergebnisse – Town of Marshfield, Maine | Volkszählungsergebnisse – Town of Marshfield, Maine | Volkszählungsergebnisse – Town of Marshfield, Maine | Volkszählungsergebnisse – Town of Marshfield, Maine | Volkszählungsergebnisse – Town of Marshfield, Maine | Volkszählungsergebnisse – Town of Marshfield, Maine | Volkszählungsergebnisse – Town of Marshfield, Maine | Volkszählungsergebnisse – Town of Marshfield, Maine | Volkszählungsergebnisse – Town of Marshfield, Maine |
| Jahr                                                | 1800                                                | 1810                                                | 1820                                                | 1830                                                | 1840                                                | 1850                                                | 1860                                                | 1870                                                | 1880                                                | 1890                                                |
| --------------------------------------------------- | --------------------------------------------------- | --------------------------------------------------- | --------------------------------------------------- | --------------------------------------------------- | --------------------------------------------------- | --------------------------------------------------- | --------------------------------------------------- | --------------------------------------------------- | --------------------------------------------------- | --------------------------------------------------- |
| Einwohner                                           |                                                     |                                                     |                                                     |                                                     |                                                     | 294                                                 | 328                                                 | 350                                                 | 300                                                 | 299                                                 |
| Jahr                                                | 1900                                                | 1910                                                | 1920                                                | 1930                                                | 1940                                                | 1950                                                | 1960                                                | 1970                                                | 1980                                                | 1990                                                |
| Einwohner                                           | 227                                                 | 178                                                 | 187                                                 | 197                                                 | 173                                                 | 221                                                 | 267                                                 | 227                                                 | 416                                                 | 461                                                 |
| Jahr                                                | 2000                                                | 2010                                                | 2020                                                | 2030                                                | 2040                                                | 2050                                                | 2060                                                | 2070                                                | 2080                                                | 2090                                                |
| Einwohner                                           | 494                                                 | 518                                                 | 528                                                 |                                                     |                                                     |                                                     |                                                     |                                                     |                                                     |                                                     |

## Wirtschaft und Infrastruktur

### Verkehr
Durch den Südwesten verläuft die Maine State Route 192, sie verbindet die Town mit Machias.

### Öffentliche Einrichtungen
Es gibt keine medizinischen Einrichtungen in Marshfield. Nächstgelegene befinden sich im benachbarten Machias.
Marshfield besitzt keine eigene Bücherei, die Porter Memorial Library in Machias sowie die East Machias Public Library sind die nächstgelegenen Büchereien für die Bewohner des Gebietes.

### Bildung
Marshfield gehört mit Cutler, East Machias, Jonesboro, Machias, Machiasport, Northfield, Roque Bluffs, Wesley, Whiting und Whitneyville zum Schulbezirk AOS 96.
Im Schulbezirk werden folgende Schulen angeboten:
- Bay Ridge Elementary School in Cutler, mit Schulklassen von Kindergarten bis zum 8. Schuljahr
- Elm Street School in East Machias, mit Schulklassen von Pre-Kindergarten bis zum 8. Schuljahr
- Jonesboro Elementary School in Jonesboro, mit Schulklassen von Pre-Kindergarten bis zum 8. Schuljahr
- Rose M. Gaffney School in Machias, mit Schulklassen von Pre-Kindergarten bis zum 8. Schuljahr
- Fort O’Brien School in Machiasport, mit Schulklassen von Pre-Kindergarten bis zum 8. Schuljahr
- Wesley Elementary School in Wesley, mit Schulklassen von Kindergarten bis zum 8. Schuljahr
- Whiting Village School in Whiting, mit Schulklassen von Kindergarten bis zum 8. Schuljahr
- Machias Memorial High School in Machias, mit Schulklassen vom 9. bis zum 12. Schuljahr

Zudem befindet sich in Machias die Washington Academy, eine private vorbereitende High School. Die Akademie wurde 1792 gegründet und hat Internats- und Tagesschüler.
Die University of Maine hat mit der University of Maine at Machias einen Standort in Machias.